# Metakrilsav
| Metakrilsav |                                 |
| Metakrilsav |                                 |
| \| \| \| |                                 |
| |                                 |
| IUPAC-név | 2-metilprop-2-énsav             |
| Kémiai azonosítók                                                                                               |                                 |
| CAS-szám | 79-41-4                         |
| PubChem | 4093                            |
| ChemSpider | 3951                            |
| EINECS-szám | 201-204-4                       |
| ChEBI | 25219                           |
| RTECS szám | OZ2975000                       |
| SMILES | CC(C(O)=O)=C                    |
| InChIKey | CERQOIWHTDAKMF-UHFFFAOYSA-N     |
| Beilstein | 1719937                         |
| Gmelin | 49631                           |
| UNII | 1CS02G8656                      |
| ChEMBL | CHEMBL1213531                   |
| Kémiai és fizikai tulajdonságok                                                                                 |                                 |
| Kémiai képlet                                                                                                   | C4H6O2                          |
| Moláris tömeg                                                                                                   | 86,06 g/mol                     |
| Megjelenés | Színtelen folyadék              |
| Sűrűség | 1,02 g/cm³                      |
| Olvadáspont | 15 °C                           |
| Forráspont | 161 °C                          |
| Oldhatóság (vízben)                                                                                             | Elegyedik                       |
| Gőznyomás | 0,87 mbar (20 °C)               |
| Veszélyek |                                 |
| EU osztályozás                                                                                                  | Maró (C)                        |
| NFPA 704 | 2 3 2                           |
| R mondatok | R21/22, R35                     |
| S mondatok | (S1/2), S26, S36/37/39, S45     |
| LD50 | 1060 mg/kg (patkány, szájon át) |
| Ha másként nem jelöljük, az adatok az anyag standardállapotára (100 kPa) és 25 °C-os hőmérsékletre vonatkoznak. |                                 |
| |                                 |

A metakrilsav egy szerves vegyület, egy telítetlen karbonsav. Színtelen, kellemetlen szagú folyadék. Vízben jól oldódik, korlátlanul elegyedik a legtöbb szerves oldószerrel (például etanollal, dietil-éterrel). A metakrilsav sói és észterei a metakrilátok. A metakrilsavat és az észtereit (például a metil-metakrilátot) műanyagok gyártásához használják. A krotonsav konstitúciós izomerje.

## Kémiai tulajdonságai
A metakrilsav polimerizációra hajlamos, ekkor polimetakrilsavvá alakul. Az észterei is hasonló tulajdonságúak. A metakrilsav polimerizációja kevés hidrokinon hozzáadásával meggátolható.

## Előfordulása a természetben
A természetben kis mennyiségben a római kamilla olajában található meg, észtere alakjában.

## Előállítása
A metakrilsav egyik szintézise acetonból indul ki. Ezt először hidrogén-cianiddal aceton-ciánhidrinné alakítják, majd ebből nyernek metakrilsavat vízelvonás, majd hidrolízis útján.
Előállítható izo-vajsavból is. Ezt először brómozással 2-bróm származékká alakítják, majd ezt tömény lúggal melegítik (hidrogén-bromid eliminációja).

## Felhasználása
A metakrilsavat, illetve észtereit műanyagok gyártására használják fel. A legjelentősebb a metil-metakrilát polimerje, a poli(metil-metakrilát) vagy plexiüveg, egy átlátszó műanyag.